# Chwalynsk
Chwalynsk (russisch Хвалынск, wissenschaftliche Umschrift Hvalynsk) ist eine Stadt in der Oblast Saratow (Russland) mit 12.042 Einwohnern (Stand 2021).

## Geografie
Die Stadt liegt etwa 230 Kilometer nordöstlich der Oblasthauptstadt Saratow am hohen rechten Ufer der hier zum Saratower Stausee aufgestauten Wolga.
Chwalynsk ist der Oblast administrativ direkt unterstellt und zugleich Verwaltungszentrum des gleichnamigen Rajons.
Die nächstgelegene Eisenbahnstation ist Kulatka, etwa 25 Kilometer westlich der Stadt an der Strecke Sysran-Saratow.

## Geschichte

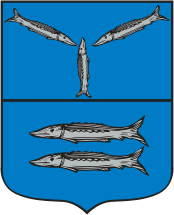
Altes Stadtwappen (1781)

1556 entstand ein russischer Wachtposten auf der Wolgainsel Sosnowy. 1606 wurde die entstandene Siedlung an die Stelle der heutigen Stadt verlegt und Sosnowy Ostrow genannt (russisch für Kieferninsel).
1780 erhielt der Ort unter dem heutigen Namen das Stadtrecht als Verwaltungszentrum eines Kreises (Ujesd). Der Name ist von der im Russland des 15. und 16. Jahrhunderts gebräuchlichen Bezeichnung Chwalynsker Meer (Chwalynskoje more) für das Kaspische Meer abgeleitet, da der Handelsweg in Richtung Meer am Ort vorbeiführte (auch das Gouvernement Astrachan hieß zunächst nach dem Meer Chwalynsker Gouvernement).
Die Stadt war eines der Zentren der russischen Altorthodoxen. Bis zum Ende des 19. Jahrhunderts lebte die Stadt vor allem vom Handel mit Getreide und anderen Landwirtschaftsprodukten, insbesondere den in der Gegend erzeugten Äpfeln.

### Bevölkerungsentwicklung
| Jahr | Einwohner |
| ---- | --------- |
| 1897 | 15.127    |
| 1926 | 09.600    |
| 1939 | 15.642    |
| 1959 | 17.036    |
| 1970 | 16.249    |
| 1979 | 15.572    |
| 1989 | 14.948    |
| 2002 | 13.752    |
| 2010 | 13.094    |
| 2018 | 12.391    |

Anmerkung: Volkszählungsdaten (1926 gerundet)

## Kultur und Sehenswürdigkeiten

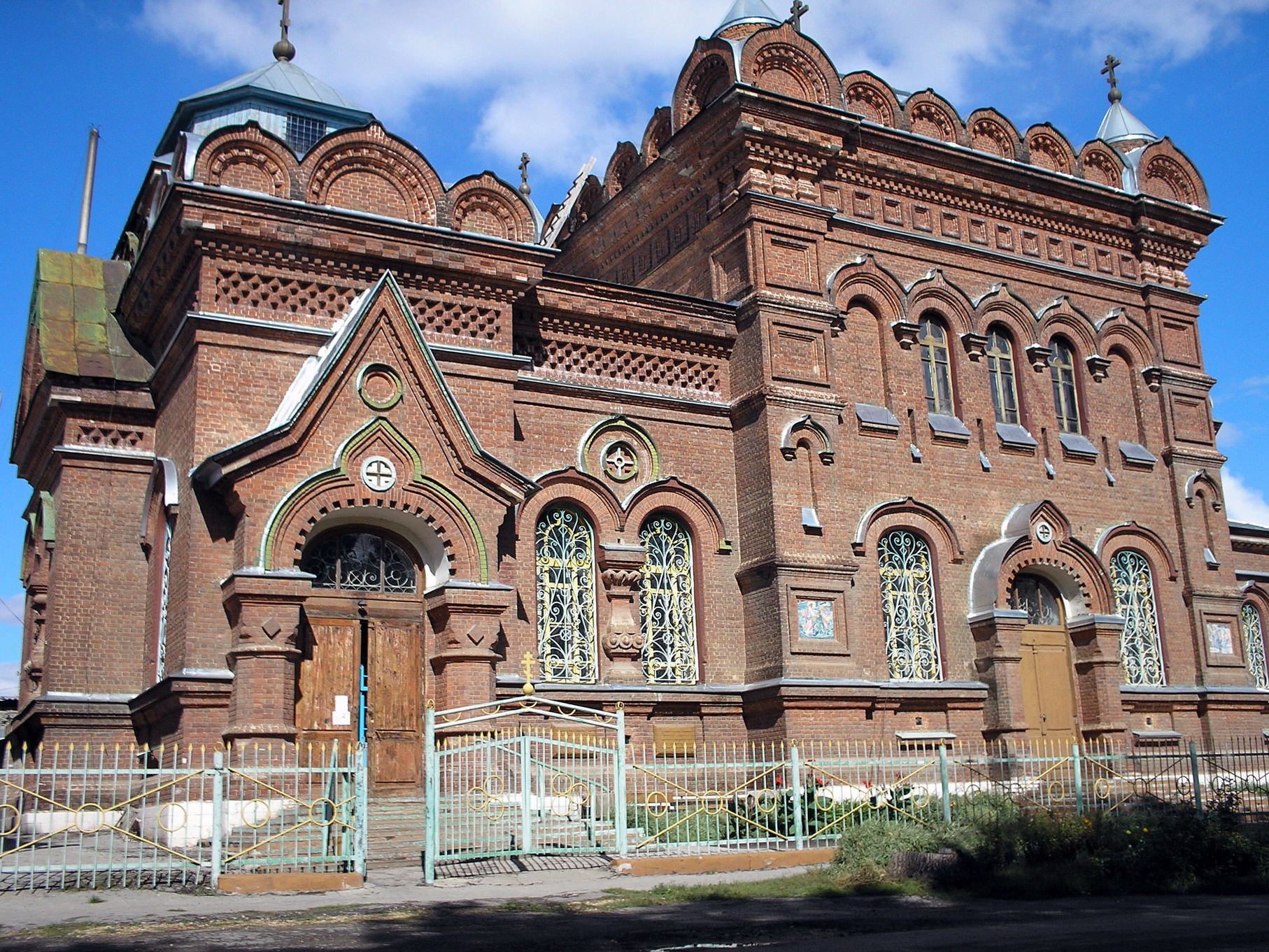
Die Kreuzerhöhungskirche Chwalynsk

In Chwalynsk ist eine Reihe von Gebäuden aus dem 19. Jahrhundert erhalten, so die Kreuzerhöhungskirche (Крестовоздвиженская церковь/ Krestowosdwischenskaja zerkow) sowie die Stadt- und Landhäuser („Datschen“) der Kaufleute Kaschtschejew, Tschertkow, Soldatkin und Michailow-Kusmin.
In der Stadt befindet sich seit 1960 ein Petrow-Wodkin-Gedenkmuseum, seit 1990 ein Sergei-Narowtschatow-Museum, außerdem gibt es ein Heimatmuseum und eine Kunstgalerie.
Unweit der Stadt liegt am Wolgaufer der Erholungs- und Urlaubsort Tscheremschany.

## Söhne und Töchter der Stadt
- Kusma Petrow-Wodkin (1878–1939), Maler
- Wassili Serow (1878–1918), Revolutionär
- Nikolai Worobjow (1894–1967), Ethnograph und Geograph[3]
- Sergei Narowtschatow (1919–1981), Dichter
- Wassili Semjonowitsch Jemeljanow (1901–1988), Leiter in der Stahl- und Atomindustrie

## Wirtschaft
In Chwalynsk gibt es Betriebe der Lebensmittel- und Holzindustrie sowie eine Filiale des Saratower Maschinenbaubetriebes Elektrofeeder für hydraulische Apparaturen.